# 脱乳清酸奶
脱乳清酸奶，又称酸奶奶酪或希腊酸奶（英語： 或 ）是将酸奶通过布或者纸滤去乳清后的产物，其介于酸奶和奶酪之间，依然保留了酸奶独特的酸味。就像大多酸奶一样，脱乳清酸奶也是用牛奶加工而成。虽然部分会添加额外的乳脂、奶粉或鮮奶油，大部分脱乳清酸奶是用真正的牛奶制成。
在黎凡特、东地中海、近东以及南亚，用棉布脱脂过的酸奶是一种传统食物。它常在烹饪中使用。
在西欧和美国，脱乳清酸奶日渐流行，因为其比起传统酸奶有着更好的口感同时脂肪含量较低。在脫乳清过程中也除去了部分乳糖，故其糖和碳水化合物含量也相对较低。然而也因為除去了乳清，比起一般優格需使用更多的鮮奶，才能獲得相同的量，大約是一般優格的四倍左右，因此希臘優格的售價相對較高。
事实上，在有着41亿美元市场的酸奶产业中，脱乳清酸奶已日渐成为最重要的增长点。在西方，因为希腊酸奶品牌FAGE在市场上的成功，“希腊酸奶”已经成为了脱乳清酸奶的同义词；然而脱乳清酸奶在许多希腊之外的国家也都是非常常见的，但部分希腊酸奶也并不是脱乳清的。市面常見的優格如寫上「Style」一詞就不是真正的脫乳清優格。
在中东，市场基本被土耳其的产品垄断。土耳其認為俗稱希臘優格的脫乳清優格是源自土耳其。

## 外部連結
- Strained yogurt recipes from Greece （页面存档备份，存于）